# Liste der Naturdenkmale in Radebeul
Die Liste der Naturdenkmale in Radebeul enthält alle Naturdenkmale in der sächsischen Stadt Radebeul (Stand März 2015). Bezeichnungen und Nummern entsprechen der amtlichen Benamung.

## Flächenhafte Naturdenkmale
Die folgenden flächenhaften Naturdenkmale wurden durch die Verordnung des Landkreises Meißen zur Rechtsanpassung und Neuabgrenzung von flächenhaften Naturdenkmalen im Landkreis Meißen vom 10. März 2015 festgelegt:
Link zu einem Kartenansichtstool, um Koordinaten zu setzen.
| Bild                          | Bezeichnung            | Lage                                                        | Beschreibung | Datum | Nummer  |
| ----------------------------- | ---------------------- | ----------------------------------------------------------- | --- | ----- | ------- |
| mehr Fotos \| Fotos hochladen | Alte Elbe Serkowitz    | Serkowitz (51° 5′ 52,4″ N, 13° 39′ 8,2″ O)                  | Fläche 3,21 ha. Umgebungsschutz: Grünland im Radius von 50 m. Geschützt aus naturgeschichtlichen Gründen, Seltenheit und Eigenart oder Schönheit. | 1985  | MEI 045 |
| mehr Fotos \| Fotos hochladen | Zechstein Radebeul     | Zitzschewig (51° 7′ 21,4″ N, 13° 36′ 39,9″ O)               | Fläche 0,33 ha. Geschützt aus wissenschaftlichen, naturgeschichtlichen und landeskundlichen Gründen, Seltenheit und Eigenart oder Schönheit.      | 1989  | MEI 054 |
| mehr Fotos \| Fotos hochladen | Buchholzwiese Lindenau | Kötzschenbroda (-Oberort) (51° 8′ 14,9″ N, 13° 38′ 34,7″ O) | Fläche 3,65 ha. Geschützt aus landeskundlichen Gründen, Seltenheit und Eigenart oder Schönheit.                                                   | 1989  | MEI 057 |

## Naturdenkmale
Link zu einem Kartenansichtstool, um Koordinaten zu setzen.
| Bild                          | Bezeichnung                                          | Lage                                          | Beschreibung | Datum | Nummer  |
| ----------------------------- | ---------------------------------------------------- | --------------------------------------------- | --- | ----- | ------- |
| Fotos hochladen               | Porphyritgang im Monzonit in Radebeul-Kötzschenbroda | Kötzschenbroda (51° 7′ 1″ N, 13° 37′ 6″ O)    | | 1958  | MEI 066 |
| mehr Fotos \| Fotos hochladen | Esskastanie am Haus Kynast in Radebeul-Zitzschewig   | Zitzschewig (51° 7′ 29,6″ N, 13° 36′ 21,4″ O) | Älteste Edel-Kastanie im Landkreis Meißen. - Alter: ca. 350 Jahre - Höhe: 13 m - Umfang: 6,15 m - Kronendurchmesser: 17 m | 1961  | MEI 067 |